# Pandemos pasiphae
Pandemos pasiphae is een vlindersoort uit de familie van de prachtvlinders (Riodinidae), onderfamilie Riodininae.
Pandemos pasiphae werd in 1775 beschreven door Cramer.